# Гроссе, Юлиус-Вальдемар
Юлиус-Вальдемар Гроссе (нем. Julius Waldemar Grosse; 25 апреля 1828, Эрфурт — 9 мая 1902, Наго-Торболе, Италия) — немецкий поэт, прозаик, драматург, театральный критик, журналист, редактор, известный под псевдонимом Отфрид фон дер Ильм.

## Биография
Родился в семье военного священника-капеллана. С 1849 года изучал право в университете Галле . Со студенческих лет писал драмы. В 1851 году опубликовал свои первые произведения, поставленные на сцене и принятые с таким успехом, что Гросс решил бросить учёбу и заняться литературным творчеством.
В 1852 году переехал в Мюнхен и присоединился к кругу молодых поэтов, среди которых были Пауль Хейзе и Герман Лингг. В 1855—1861 годах был театральным критиком газеты Neue Zeitung Münchener, затем некоторое время сотрудничал с Лейпцигским изданием Leipziger Illustrirten Zeitung. В 1862 году вернулся в Мюнхен, где работал редактором Bayrische Zeitung, пока газета не прекратила свое существование в 1867 году.
В 1869 году Гроссе был назначен секретарём Фонда Шиллера (Schillerstiftung) в Веймаре.

## Творчество
Гросс был плодовитым автором романов, драм и стихов, в которых выбирал сюжетами или трудно разрешимые психологические загадки, или неестественно-комические положения. Как лирический поэт, отличался определённой элегантностью стиля, особенно в сборниках стихотворений Gedichte (1857) и Aus bewegten Tagen (1869).
Его трагедии Die Ynglinger (1858), Тиберий и Иоганн фон Швабен, комедия Die steinerne Braut имели значительный успех на сцене.
Наиболее известны его воинственные стихотворения: «Wider Frankreich» (1870), эпические поэмы «Gundel von Königssee» и «Mädchen von Capri» и комическая поэма «Pesach Pardel».

## Избранные произведения
- Romanze (Баллада)
- Gedichte (1857, сборник стихов)
- Die Ynglinger (1858, трагедия)
- Das Mädchen von Capri (1860, стихотворение)
- Novellen (1862-63, новеллы)
- Gundel vom Königssee. Idyll in Versen (1864)
- Vox populi (1867, рассказы)
- Untreu aus Mitleid (1868, повесть)
- Aus bewegten Tagen (1869, сборник стихов)
- Eine alte Liebe (1869, повесть)
- Ein Revolutionär (1869, повесть)
- Pesach Pardel (1869-70, комическая поэма)
- Wider Frankreich (1870, стихотворение)
- Maria Mancini (1871, повесть)
- Hilpah und Shalum, eine vorsündflutliche Geschichte (1871)
- Der Wasunger Not, ein tragikomisches Heldenlied (1873)
- Offene Wunden (1873, повесть)
- Daponte und Mozart (1874)
- Die Abenteuer des Kalewiden. Estnisches Volksmärchen (1875)
- Neue Erzählungen (1875)
- Sophie Monnier (1876, повесть)
- Tiberius (1876, драма)
- Zweierlei Maß (1878)
- Gedichte. Neue Auswahl. (1882)
- Ein bürgerlicher Demetrius (1884)
- Der getreue Eckart (1885)
- Ein Frauenlos (1888, повесть)